# Afra aethalea
Afra aethalea är en fjärilsart som beskrevs av Ghesquière 1942. Afra aethalea ingår i släktet Afra och familjen mott. Inga underarter finns listade i Catalogue of Life.